# Малетино (Алтайский край)
Малетино — село в Каменском районе Алтайского края России. Входит в состав Столбовcкого сельсовета.

## История
Основано в 1775 году. В 1928 году деревня Малетина состояла из 108 хозяйств, основное население — русские. Центр Малетинского сельсовета Спиринского района Каменского округа Сибирского края.

## География
Расположен в северной части Алтайского края.

## Население
| 1926 | 1997 | 1998 | 1999 | 2000 | 2001 | 2002 | 2003 | 2004 | 2005 | 2006 | 2007 | 2008 | 2009 |
| ---- | ---- | ---- | ---- | ---- | ---- | ---- | ---- | ---- | ---- | ---- | ---- | ---- | ---- |
| 499  | ↘167 | ↗169 | ↗170 | →170 | ↘155 | ↘147 | ↗158 | ↘156 | ↘146 | ↘125 | →125 | ↘124 | ↘109 |
| 2010 | 2011 | 2012 | 2013 |      |      |      |      |      |      |      |      |      |      |
| ↘88  | ↗89  | ↘73  | ↘68  |      |      |      |      |      |      |      |      |      |      |